# Huélago
Huélago – gmina w Hiszpanii, w prowincji Grenada, w Andaluzji, o powierzchni 32,58 km². W 2011 roku gmina liczyła 361 mieszkańców.
Gmina graniczy na wschodzie z Fonelas i na zachodzie z Morelábor.